# Ludwig Hirzel (Literaturhistoriker)
Ludwig Heinrich Caspar Hirzel (* 23. Februar 1838 in Zürich; † 1. Juni 1897 in Bern) war ein Schweizer Literaturhistoriker.
Ludwig Hirzel, Sohn des Theologen Ludwig Hirzel (1801–1841; Kommentar zum Hiob, 1839), studierte in Zürich, in Jena und Berlin, wurde 1862 Gymnasiallehrer in Frauenfeld, 1866 Lehrer an der Kantonsschule Aarau und war ab 1874 Professor der deutschen Sprache und Literatur an der Universität Bern. Er war 1879/1880 Rektor der Universität, 1885 Mitgründer des Deutschen Seminars an der Universität und 1888/1889 Dekan der Philosophischen Fakultät.

## Werke (Auswahl)
- Goethe's italienische Reise. Basel 1871.
- Ueber Schillers Beziehungen zum Alterthume. Aarau 1872.
- Karl Ruckstuhl, ein Beitrag zur Goethe-Literatur. Strassburg 1876.
- Samuel Henzi. Leipzig 1880.

Ausserdem gab er Albrecht von Hallers Gedichte (1882) und Tagebücher (Leipzig 1883) sowie Salomon Hirzels Verzeichnis einer Goethe-Bibliothek (Leipzig 1884, mit Nachträgen und Fortsetzung) heraus.